# Måløv Boldklub
Måløv Boldklub (forkortet Måløv BK, Måløv B., MB) er en dansk fodboldklub, der er hjemmehørende i den københavnske forstadsby Måløv, Ballerup Kommune. Foreningen blev grundlagt i 1935 med fodbold og gymnastik som det første på programmet, men der blev i de efterfølgende år optaget yderligere sportsgrene, så man ved klubbens 25 års jubilæum i 1960 havde afdelinger for fodbold, håndbold, badminton, gymnastik og bordtennis. I 1972 besluttedes det at udskille de enkelte sportsgrene i nye selvstændige foreninger, således at klubben fremover udelukkende varetog fodboldspillet. Fodboldklubben er medlem af lokalunionen DBU Sjælland, og derigennem det nationale fodboldforbund Dansk Boldspil-Union (DBU), og havde i år 2010 samlet 433 medlemmer fordelt på afdelinger for herrer og kvinder samt ungdom og seniorer. Klubfarverne er rød og hvid, hvilket afspejles i såvel klubbens logo samt spilledragt.
De bedste seniormandskaber for herrerne og kvinderne i Måløv Boldklub spiller pr. 2011 i de lavererangerende serier under den sjællandske lokalunion og afvikler alle deres hjemmebanekampe på opvisningsbanen på Måløv Idrætspark (Måløv Stadion). Begge af klubbens 1. seniorhold har igennem hele deres eksistens fortrinsvist spillet i de lavere rangerende lokale serier. For kvindernes vedkommende har det bedste resultat for 1. seniorholdet været deltagelse i kvindernes Sjællandsserie i slutningen af 1980'erne. Den første del af 1990'erne førte en række oprykninger med sig. Fra en placering i den sjællandske Serie 3 i 1989-sæsonen avancerede klubbens 1. herreseniorhold for første gang i historien til deltagelse i den bedste sjællandske fodboldrække og tre sæsoner senere sikredes yderligere oprykning til de landsdækkende fodboldrækker administreret af Dansk Boldspil-Union. I de mellemliggende sæsoner fra 1997 til og med år 2005 spillede det bedste herreseniorhold i henholdsvis den fjerdebedste og femtebedste danske fodboldrække, Danmarksserien og den daværende halvårlige Kvalifikationsrækken. I samme periode kvalificerede mandskabet sig i fire omgange til den landsomfattende hovedturnering af DBU's pokalturnering og nåede som den ene af to serieklubber frem til 1/16-delsfinalerne i 1999/2000-sæsonen.

## Foreningens historie

### 1935–1971: Grundlæggelsen, tiden før og baneanlæg
Den første idrætsforening med hjemsted i Måløv, der er kendskab til, blev stiftet i 1912 af Johannes Madsen (senere handelsmand), Edvard Jørgensen (senere træskomager) og Jens Seierøe (senere vognmand) under navnet Maaløv Fodsportsforening (forkortet MFF) med Madsen som formand og Jørgensen som kasserer. Foreningen havde sportsgrenene løb og fodbold på sit program, hvor der til fodbold benyttedes to marker — en mark mellem højris og købmand Jørgen Andersen samt en mark tilhørende Korsvejsgård — og til løb i forbindelse med stævner en strækning fra Måløv til Ballerup. Som mange andre af samtidens idrætsforeninger i området fik Måløv Fodsportsforening en kort levetid og ophørte, da næsten alle medlemmerne indkaldtes til soldatertjeneste under 1. verdenskrig i 1914. Efter verdenskrigens afslutning i 1918 og frem til år 1935 dyrkede man på ny sport i Måløv uden at der dog foreligger skriftlige kilder under hvilke former, dette foregik.
Samme Johannes Madsen tog godt 23 år senere igen initiativet til danne en ny organiseret forening ved at indkalde sportsinteresserede fra Måløv og den nærliggende landsby Smørum, hvor man forinden havde haft et samarbejde med sportsfolk, man ønskede at bevare, til et møde på Måløv Kro den 21. februar 1935. Klubbens første bestyrelse udgjordes af Peter Christensen (formand; fra Maaløv), Almer Jensen (kasserer; fra Smørum), Aage Olsen (fra Smørum), Hans Nielsen (fra Maaløv), Chr. Petersen (fra Maaløv), Johannes Madsen (fra Maaløv) og Helmuth Nielsen (fra Smørum) med Lars Jensen (fra Smørum) og Hans Henriksen (fra Smørum) som suppleanter og var en blanding af personer fra Måløv og Smørum. På den stiftende generalforsamling, hvor godt 20 mennesker mødte op, blev foreningen ligeledes navngivet Maaløv og Omegns Idrætsforening (forkortet M&OI), hvilket dog kun holdt frem til den næste generalforsamling senere samme år, hvor man ændrede navnet til Maaløv Boldklub (forkortet MB) samtidig med enkelte lovændringer. Retskrivningsreformen i 1948 og indførslen af bolle-å i det danske alfabet førte med tiden til yderligere en ændring af klubnavnet til 'Måløv Boldklub'. Fodboldspillet og gymnastik var de idrætsgrene, som var med på idrætsklubbens program fra begyndelsen i 1935, mens håndbold kom til få år senere. Badminton blev inkluderet i 1946 og svømning kom til i 1970.
Ved foreningens grundlæggelse eksisterede der ingen offentlig idrætsplads og medlemmerne måtte henlægge deres idrætsudfoldelser til en række af områdets græsmarker, som blev udlånt eller udlejet. Som baner til idrætsudfoldelserne anvendtes de nogenlunde plane græsningsarealer hos egnens gårdejere, heriblandt Tvillinggården ud til Smørumvejen, en mark på Lærkenborg og i en enkel sæson havde man først en bane mellem højris og købmand Jørgen Andersen og dernæst en bane "lige på den anden side af jernbane ved vejen til Storemosen". Baneforholdene var ikke af en kvalitet, der egnede sig til afvikling af turneringskampe og disse blev i stedet spillet i nabobyen Ballerup, som Måløv er forstad til. Den 8. august 1937 indviedes et kommunalt anlæg, bestående af en ny plan fodboldbane, med en indvielsestale af daværende sognerådsformand Jens Smørum og med en fodboldkamp mellem Maaløv Boldklub og Frederikssund IK. Fodboldbanen var blevet anlagt med håndkraft på en bakkeskråning på foranledning af Ballerup-Måløv Sognekommune til fordel for ungdommen i Måløv og skulle afhjælpe manglen på brugbare græsbaner i de foregående år. Ved skolestien op til Måløv Hovedgade indviede man samtidig for første gang et klubhus. Det blev dog hurtigt klart, at minimumsmålene for en fodboldbane til afvikling af turneringskampe ikke var opfyldt og der måtte søges dispensation hos Sjællands Boldspil-Union for at få tilladelse til at spille seniorfodbold. Med mindre justeringer benyttedes denne ene fodboldbane til både træning, turneringskampe og som håndboldbane fra 1937 til 1960. Efter langtrukne forhandlinger med kommunen kunne man i 1960 tage en ny boldbane langs med skolestien i brug og samtidig kom en grusbane med lysanlæg til. Den resterende del af græsarealet mellem den eneste græsbane og parkeringspladsen ved den senere Måløvhal tog man i brug det efterfølgende år. På arealet med den første bane opførtes i stedet Måløv Skole.
Der blev ved klubbens stiftelse omgående søgt om optagelse i det lokale fodboldforbund Sjællands Boldspil-Union (SBU) med et hold i SBU's daværende B-rækken. Klubbens første formand, Peter Christensen, spillede i denne periode som center-halfback foruden at fungere som fodbold- og håndboldtræner. 1. herreseniorholdet sikrede sig i foråret 1938 direkte oprykning til SBU's daværende A-rækken, da førsteholdet med sin 1. plads (12 points, efter en omkamp mod Farum Idræts Klubs andethold) blev turneringsvinder af sin kreds i B-rækken, men tabte den første kamp i turneringen om sjællandsmesterskabet for B-rækken. I den første tid efter grundlæggelsen resulterede den øgede interesse for den nye klub og boldspillet sig i mange indmeldelser af nye spillere og gjorde at man hurtigt kunne stille op med to seniorhold samt juniorhold i SBU's turneringer. Således havde Maaløv Boldklub endnu et hold, som deltog i samme kreds i B-rækken som førsteholdet i forårssæsonen 1938 og endte på en 6. plads. Foruden turneringerne under den lokale fodboldunion deltog man denne periode også i mange omkringliggende fodboldstævner. Vanskeligheder med at få valgt en ny bestyrelse på generalforsamlingen i 1939 truede på et tidspunkt med at opløse foreningen, men den mindre krise blev overvundet med tiltrædelsen af Jens Seierø som ny bestyrelsesformand.
Trods spillemæssige problemer i de første sæsoner formåede Maaløv Boldklubs 1. seniorer at bevare sin plads i SBU's A-rækken og i foråret 1943 kunne man slutte den regulære sæson af som kredsvinder med 23 points i 12 kampe. Førsteholdet skulle derefter deltage i puljeoprykningsturneringen om kvalifikation til den højererangerende række (Oprykningsrækken), hvor et par kampe endvidere blev spillet i Damgårdsparken i Ballerup grundet hjemmebanens beskedne størrelse, men formåede ikke at avancere efter nederlag i den fjerde og afgørende kamp mod Roskilde B1906 med cifrene 3—4. Samme år avancerede andetholdet fra B-rækken til A-rækken, hvor man spillede frem til 1945 og rykkede ned inden afslutningen på 2. verdenskrig, som i foråret 1945 havde forhindret afviklingen af lokalunionens turneringer. Klubbens førsteholdsmandskab blev kredsvinder i den efterfølgende sæson — andetholdet endte på en samlet sjetteplads — og i puljeoprykningsturneringen tabte man igen mod Roskilde B1906 efter to sejre mod Brøndbyøster IF (8—4) og Frederikssund IK (9—2). Førsteholdet deltog i A-rækken indtil foråret 1947, hvor klubben besluttede at trække holdet ud i løbet af turneringen og fortsætte i B-rækken. I efterkrigsårene, da Maaløv Boldklub havde et hold i B-rækken, løb man ind i et 31—0 stort nederlag til Ølstykke I.F. Fodbold. Det var først i foråret 1954, at klubbens repræsentative mandskab igen fik spillet sig op i A-rækken, men allerede to år efter, i efteråret 1956, rykkede holdet ned i B-rækken. I 1960'erne og 1970'erne skiftedes fodboldafdelingens 1. seniorhold med at spille i henholdsvis Serie 4 og Serie 5 — de laveste seniorrækker under Sjællands Boldspil-Union — indtil man i 1979-sæsonen sikrede sig oprykning til Serie 3 under den lokale fodboldunion.

### 1972–1996: Adskillelse af idrætten og sportslig fremgang
Den organiserede idræt i Måløv var frem til 1972 samlet under Måløv Boldklub, som i løbet af årene havde optaget flere sportsgrene i klubben. Fodboldspillet var på programmet fra start og der oprettedes hurtigt en håndboldafdeling med dame-, herre- og juniorhold, som spillede på pladsen, hvor Maaløvhus nu ligger, og på de samme baner som der blev afviklet fodboldkampe. Gymnastikafdelingen, som blev en del af den nystiftede forening, da man overtog den fra Maaløv Skytteforenings program og samtidig købte gymnastikredskaberne fra dem, var i begyndelsen forbeholdt vintertiden i kroens sal. Gymnastikken og bordtennis havde i de tidlige år svære vilkår og en lav tilslutning. Bordtennisafdelingen eksisterede sidst i perioden 1950-1960 og lukkede grundet mangel på lokaler, mens man hos gymnastikafdelingen i perioder måtte nedlægge afdelingen for senere at starte den op igen. I februar 1960, ved klubbens 25 års jubilæum, kunne det fælles klubblad Maaløv Sport, der udkom for første gang i januar 1952 med daværende formand Hans Nielsen som bladets første redaktør, notere sig afdelinger for fodbold, håndbold, badminton, gymnastik og bordtennis.
Ved den ordinære generalforsamling den 26. januar 1972 vedtog man dog enstemmigt en opdeling af afdelingerne for de enkelte idrætsgrene i en række selvstændige foreninger med virkning pr. 31. marts 1972. Baggrunden for denne beslutning var de mange nye medlemmer og en række forskellige praktiske årsager. Byen Måløv oplevede en befolkningsmæssig tilvækst i løbet af 1900-tallet, hvor tilflytninger udefra øgede befolkningstallet fra 859 personer i 1940, 2.351 personer i 1960 til 6.324 personer i 1995. Vedtagelsen medførte, at håndboldafdelingen (193?-1972), badmintonafdelingen (1946-1972; startet på initiativ af trafikassistent Magnussen og postekspedient I. Jørgensen) og gymnastikafdelingen (1935-19??, 1959-1972) blev udskilt og dannede nye selvstændige foreninger, mens fodboldafdelingen fortsatte som en videreførelse af den oprindelige klub. En femte forening oprettedes med det formål at varetage udgivelsen af foreningernes fælles medlemsblad, Måløv Sport, som senere ligeledes blev medlemsblad for Maaløv Skytteforening og Måløv Judo Klub. Måløv Badminton Club (MBC) havde i denne forbindelse stiftende generalforsamling den 17. februar 1972, Måløv Idræts Forening (MIF) den 1. marts 1972 og Måløv Håndbold Club (MHC) samme år.
Den tidligere klubformand, Bent H. Larsen betegnede perioden efter udskillelsen i 1972 som have haft en positiv virkning på henholdsvis medlemsantallets størrelse og det sportslige område for blandt andre ungdomsafdelingens piger og drenge, der i flere omgange endte som kredsvindere, deltog i eliterækkerne under Sjællands Boldspil-Union (SBU) og spillede om Danmarksmesterskabet i deres respektive rækker. De to udlandsprofessionelle defensivspillere René Henriksen og Martin Albrechtsen samt midtbanespilleren Cecilie V. Pedersen, der alle opnåede kampe på de respektive danske A-landshold for herrer og kvinder, spillede i deres tidlige ungdom i Måløv nordvest for København. Måløvhallen byggedes i perioden 1974-1975 og den 2. maj 1981 indviedes et idrætsanlæg med opvisningsbane, to træningsbaner samt et nyt klubhus med mødelokaler og omklædningsrum ved Måløvhallen — det gamle klubhus havde 1 omklædningsrum foruden to på Måløv Skole. Det nye klubhusprojekt blev vedtaget af kommunalbestyrelsen i foråret 1980 med en bevilling på 180.000 kroner. Pigefodbolden blev startet i 1976/1977-sæsonen og i 1981-sæsonen kunne man stille med et førstehold for dameseniorer, som i 1982 rykkede op i serie 1, oprykkede op i Sjællandsserien for kvinder i 1988 og ved klubbens 50 års jubilæum havde man to dameseniorhold. Tilskuerrekorden på hjemmebanen i Måløv Idrætspark, hvis opvisningsbane (kaldet bane 1; 104 x 70 meter) har en stadionkapacitet på 1.200 tilskuere, fandt sted den 23. maj 1995 i forbindelse med en 60 års jubilæumskamp mod Ølstykke FC, hvor 677 tilskuere så opgøret.
Den 28. marts 1979 medvirkede Måløv Boldklub sammen med Ballerups fire øvrige fodboldklubber under Sjællands Boldspil-Union til oprettelsen af paraplyorganisationen Ballerup Fodboldalliance, som havde de to københavnske fodboldsammenslutninger Stævnet og Alliancen som forbillede. Stiftelsen af fodboldalliancen fandt således sted kort tid efter, at de fire fodboldklubbers ledere i fællesskab den 20. marts 1979 besluttede at melde sig ud af Idrætsunionen, der var blevet oprettet i 1959 og som alle kommunens sportsforeninger var medlem af. Ballerup Fodboldalliance skulle blandt andet varetage fodboldforeningernes sportslige interesser overfor kommunen samt stå for at arrangere fælles fodboldstævner og ungdomsturneringer.
Klubbens årlige sommertræningsturnering, Måløv Sponsor Cup (også kaldet Måløv Sommer Cup), blev afviklet for første gang i 1982 under navnet "SDS Cup" og var oprindeligt ment som en træningsturnering og et uofficielt kommunemesterskab mellem Ballerup IF, Skovlunde IF, Ledøje-Smørum Fodbold og Måløv Boldklub i Ballerup Kommune, men antallet af hold og turneringens længde blev siden udvidet og formålet omformuleret til at være en turnering for Danmarksseriehold. Træningsturneringen har traditionelt været afholdt den sidste weekend i juli måned og har tiltrukket en række gode klubber og fodboldspillere samt en betragtelig mængde tilskuere og sponsorer, som i sidste ende betød, at Måløv Boldklub havde en god indtjening på stævnet. I 2001-udgaven deltog fire reservehold til Superliga-klubber og fire førstehold fra Danmarksserien. Opstarttræningsturneringen blev stablet på benene af forhenværende klubformand Bent H. Larsen, der senere blev hædret med SBU's æresmål for sit virke i foreningen, i samarbejde med John Sørensen fra Sparekassen SDS.
1. herresenior, hvor herreseniorafdelingen efter 1972 i perioder bestod af fire til seks fodboldhold, sikrede sig i 1979-sæsonen for første gang i klubbens historie oprykning til serie 3 under ledelse af træner Ebbe Johansen og Erik Jensen. Efter 10 sæsoner i den ottendebedste danske fodboldrække, Serie 3 (niveau 8), kom den næste avancering, da førsteholdet endte på en tredjeplads i 1989-sæsonen og, som samlet vinder af to de heraf følgende kvalifikationskampe mod først Dalby K. og sidenhen Ejby IF 68, sikrede sig deltagelse i Serie 2 i 1990-sæsonen. I de efterfølgende år blev positionen yderligere forbedret, da 1. seniorholdet efter tre sæsoner i Serie 2 rykkede op i Serie 1 i 1993-sæsonen. Klubbens nyoprykkede bedste herreseniormandskab spillede kun en enkelt sæson i Serie 1 (kreds 1) i 1993-sæsonen, der i slutstillingen endte med tredjeplads (to points fra direkte oprykning), men sikrede sig to kvalifikationskampe om en ekstra oprykningsplads mod østsjællandske Lellinge IF Fodbold, der sluttede sæsonen af på fjerdepladsen i Serie 1, kreds 2. Serie 1-mandskabet blev samlet vinder med cifrene 3–0 og formåede dermed at sikre sig oprykning til Sjællandsserien for første gang i klubbens historie. Efter at have tilbragt tre sæsoner i Sjællandsserien endte 1996-sæsonen med en samlet tredjeplads for fodboldklubbens bedste seniorhold og på ny sikredes yderligere oprykning, da man blev samlet vinder af to oprykningskampe til Danmarksserien 1997 mod det næstbedstplacerede hold i Fynsserien, Assens FC. Dette skete under ledelse af sportschef Christian Schlütter, der inden sin stilling som manager/sportschef i en årrække havde været træner for Måløv Boldklub. I 1985 var der blevet formuleret en målsætning om at den lille landsbyklub skulle have et hold i Danmarksserien senest år 2000, hvilket blev fuldendt allerede efter 11 år i 1996. Oprykningssucceserne førte også til deltagelse i DBUs Landspokalturnering, hvor man for første gang spillede sig til hovedrunderne i 1995/1996-sæsonen. Efter en udebanesejr på 8—3 over Frederiksberg-holdet Boldklubben Dalgas i 1. runde led klubben et nederlag i 2. pokalrunde mod nordsjællandske Frederikssund IK med cifrene 3—2.

### 1997–2005: Danmarksserien og Kvalifikationsrækken
Ved puljeinddelingen placerede Dansk Boldspil-Union det nordsjællandske fodboldhold i samme kreds som det konkurrerende, ambitiøse elitesamarbejde AC Ballerup, hvis tilnærmelser om deltagelse i den fælles fodboldoverbygning i Ballerup Kommune, Måløv Boldklubs bestyrelse afviste fra starten af halvanden år forinden grundet den store geografiske afstand fra Måløv Idrætspark til Ballerup Idrætspark. Måløv Boldklub ville på dette tidspunkt i så fald være blevet den tredjestørste fodboldklub i fodboldalliancen målt på medlemsantal. Klubhistoriens første Danmarksserie-opgør på det fjerdebedste niveau blev afviklet lørdag den 29. marts 1997 på Tårnby Stadion mod Tårnby Boldklub og endte med et udebanenederlag på 5—2. Første hjemmebanekamp fulgte den efterfølgende weekend og blev spillet mod en anden amagerkansk fodboldklub, den forgangne sæsons divisionsnedrykkere, Dragør Boldklub, som vandt kampen over Måløv Boldklub med cifrene 1—3. Den første sejr i Danmarksserien fandt sted i 4. rundekampen mod bornholmske Knudsker IF den 19. april 2007, hvor man på hjemmebane vandt med cifrene 3—0 (1—0 ved halvlegstid). Som følge af blot to vundne opgør og et enkelt uafgjort resultat var klubben placeret næstsidst i tabellen efter forårssæsonens afslutning. Yderligere fire sejre i den sidste halvdel af 1997-sæsonen ændrede ikke positionen i slutstillingen i klubbens første sæson, men var nok til at kvalificere sig til næste sæson i Danmarksserien (det femtebedste niveau i perioden 1998–2000), der det pågældende år blot have en enkel nedrykningsplads grundet en kommende ny turneringsstruktur. De manglende resultater i de landsdækkende serier afspejlede sig ligeledes i DBU's pokalturnering, hvor holdet i 1997/1998-sæsonen ikke formåede at kvalificere sig til den landsdækkende hovedturnering.
I de efterfølgende to sæsoner i Danmarksserien blev det til placeringer i midten af slutstillingerne, begge under ledelse af den forhenværende landsholdsspiller Pierre Larsen, der tiltrådte cheftrænerposten i 1997. To ottendepladser i henholdsvis 1998-sæsonen og 1999-sæsonen er blevet fremhævet som værende Måløv Boldklubs bedste præstationer i de landsdækkende serier under Dansk Boldspil-Union. Måløv Boldklubs bedste mandskab indledte med fire sejre (tre af sejrene blev hentet i de første fire spillerunder) og ni nederlag i foråret 1998, hvilket gav holdet en placering lige over nedrykningsstregen. I efterårssæsonen lykkedes det langsomt holdet at kæmpe sig op fra sin 13. plads til en samlet 8. plads i slutstillingen ved at hente points i samtlige kampe på nær to udebaneopgør mod henholdsvis de senere puljevindere Brøndby IFs divisionsreserver (20. runde) og Herfølge Boldklubs divisionsreserver (24. runde). Sæsonpremieren i 1999 indledtes med en hjemmebanesejr på 3-1 over københavnske Valby Boldklub foran 70 tilskuere og blev fulgt op med et udebaneopgør mod FC Bornholm 2. påskedag på Rønne Stadion Nord, hvor man led et 2-1 nederlag til den nylig etablerede bornholmske eliteoverbygningsklub i overværelse af 1.300 tilskuere. Statistisk set blev der i forhold til 1998-sæsonen lavet flere mål scoret for og imod Måløv Boldklub pr. kamp i en sæson, som også udløste titlen som puljetopscorer med 19 mål til holdets offensivspiller Rasmus Schiellerup. I 1999/2000-udgaven af landspokalturneringen nåede Måløv Boldklub som den ene af to serieklubber, hvor man var det lavest rangerende hold, frem til 1/16-delsfinalerne efter vundne kampe mod serieklubben Gentofte-Vangede IF (1. runde), Kvalifikationsrække-klubben Vanløse IF (2. runde) og 2. divisionsholdet Holbæk B&IF (3. runde), før man i 4. runde tabte 3—4 mod 1. divisionsmandskabet fra BK Fremad Amager efter en føring til Måløv-klubben på 2—0 frem til det 50. minut. DBU's bestyrelse tildelte i den forbindelse begge serieklubber (den anden værende Virum-Sorgenfri Boldklub) 25.000 kroner til deling som bedste serieklub for at have nået længst i turneringen.
I både forårsturneringen 2000 og 2000/2001-sæsonen af Danmarksserien, hvor man frem til slutningen af 2000 engagerede den tidligere fuldtidsprofessionelle spiller Pierre Larsen og fra nytår 2000/2001 Henrik "Imre" Jensen som Danmarksserieholdets cheftræner, sluttede klubbens førstehold i den nedre halvdel af tabellen med henholdsvis en 10. plads og en 14. plads, hvilket i 2001 betød nedrykning til det femtebedste niveau. Kendetegnet for de følgende seks sæsoner i den daværende halvårlige Kvalifikationsrække var midterplaceringer strækkende fra en 3. plads til en 6. plads, før det i forårssæsonen 2004 lykkedes holdet at ende på den korrekte side af oprykningsstregen og dermed sikre sig avancering til Danmarksserien. To sidstepladser i henholdsvis Danmarksserien i 2004/2005-sæsonen, hvor man kun formåede at vinde et enkelt opgør og spille en uafgjort kamp i sæsonens 28 runder samtidig med at man oparbejdede en større negativ målscore, og Kvalifikationsrækken i efterårssæsonen 2005, hvor man udelukkende opnåede to points som følge af to uafgjorte kampe ud af samlet 14 opgør og ligeledes en større negativ målscore, betød en tilbagevenden til Sjællandsserien efter ni år i DBU's landsdækkende serier. I Danmarksserien i 2004/2005-sæsonen blev klubbens bedste mandskab ramt af fire stk. to-cifrene tabte kampe imod Stenløse Boldklub på udebane i 9. runde (10—0; 2. oktober 2004) og på hjemmebane i 28. runde (1—11; 4. juni 2005) samt divisionsreserverne fra henholdsvis Brøndby IF på udebane i 3. runde (10—1; 20. november 2004) og Odense Boldklub på udebane i 23. runde (11—0; 11. maj 2005), mens man i Kvalifikationsrækkens i tredje runde i august 2005 løb ind et 13—0 stort udebanenederlag mod divisionsreserverne fra Bagsværd-holdet Akademisk Boldklub.
Den 1. april 2005 indgik den københavnske forstadsklub en samarbejdsaftale med Superliga-klubben FC Nordsjælland omkring "den sportslige og forretningsmæssige udvikling af begge klubber" og blev dermed det ottende hold i rækken af nordsjællandske fodboldklubber i fællesskabet kaldet "Fodbold Samarbejde Nordsjælland" (FSN).

### 2006–: Holdtrækning og genstart i SBU's Serie 5
Med nedrykningen til de lokale serier blev eliteafdelingen i Måløv Boldklub nedlagt og alle tilknyttede sponsorater tilfaldt herefter klubbens amatørafdeling. De negative præstationer på fodboldbanen for Måløv Boldklubs 1. herreseniorhold fortsatte i Sjællandsserien i 2006-sæsonen og nogle uger efter den trettende og sidste spillerunde pr. 17. juni i forårssæsonen valgte klubbens nye bestyrelse, der blev valgt ind i marts måned 2006, at trække førsteholdet fra den sjællandske mesterrække, hvilket Sjællands Boldspil-Union gav klubben dispensation til den 8. august, da lokalunionen ikke kunne "se noget formål ved at tvinge Måløv til at fortsætte på et niveau, som klubben ikke [havde] styrke til". Dette blev første gang, at en klub trak sit 1. seniorhold fra unionens højeste herreseniorrække og konsekvenserne blev annullering af alle holdets hidtidige resultater i Sjællandsserien samtidig med at mandskabet blev fjernet fra den officielle slutstilling i den pågældende sæson og klubbens underliggende herreseniorhold i Serie 5 (pulje 5) og Serie 6 (pulje 4) kunne forblive i deres respektive rækker, men kunne ikke kåres som puljevinder eller rykke op i 2006. Trækningen skulle hjælpe Måløv Boldklub med at skabe et nyt realistisk fundament til at få stabiliseret forholdene i seniorafdelingen, der, som forårets resultater viste, havde vanskeligheder med at spille op til niveauet i Sjællandsserien med risiko for at de sportslige problemer ville fortsætte efter en forventet nedrykning til SBU's Serie 1. Ifølge bestyrelsens daværende plan skulle der i stedet arbejdes hen mod den nye overordnede ambitiøse vision om blandt andet at sikre det bedste herreseniorhold deltagelse i Herre-Danmarksserien engang i perioden 2010-2015.
På daværende tidspunkt havde Sjællandsserieholdet under træner Tommy Briting tabt samtlige forårssæsonens 13 opgør, hvilket isolerede holdet i bunden SBU's bedste række med nul point med en negativ målscore på sammenlagt 8 mål for og 90 mål imod. Forud for holdtrækningen havde førsteholdet oparbejdet en negativ kampstatistik med 44 nederlag og 3 uafgjorte opgør, hvor den seneste sejr i serierne til Måløv Boldklub lå over 20 måneder tilbage i forbindelse med en hjemmebanekamp den 9. oktober 2004 i 10. spillerunde (8. kamp) af 2004/2005-sæsonen mod østjyske FC Horsens, som besejredes med cifrene 5—4 (3—3 ved halvlegstid). Den seneste sæson i Sjællandsserien blev skæmmet af en lang række store nederlag, deriblandt et 1—13 nederlag på hjemmebane mod Ishøj Boldklub (9. runde; 24. maj 2006), et 0—10 nederlag på hjemmebane mod Fredensborg BK&IF (13. runde; 17. juni 2006), et 10—1 nederlag på udebane mod divisionsreserverne fra Ølstykke FC (10. runde; 27. maj 2006) og tre stk. 0—8 nederlag mod henholdsvis Rishøj Boldklub (4. runde; 22. april 2006), Taastrup FC (2. runde; 9. maj 2006) og Lejre Osted Fodbold (8. runde; 20. maj 2006). Klubbens andethold, som spillede i serie 5 på det pågældende tidspunkt og var et hold udelukkende bestående af spillere opfostret i Måløv Boldklub, fik automatisk overdraget status som klubbens højst rangerende hold i den resterende del af 2006-sæsonen. Endvidere blev den nordsjællandske landsbyklub allerede i den lokale kvalifikation til DBUs Landspokalturnering 2006/2007 sendt ud af det lavererangerende serie 3-hold FK Sydsjælland 05 med slutcifrene 4—1.
I en pressemeddelelse udsendt i juli måned begrundede bestyrelsen yderligere beslutningen med at de tidligere førstehold stort set kun havde bestået af udefrakommende spillere samt at der eksisterede et ikke-uvæsentlig underskud i klubben. Økonomisk set var klubben i denne periode i dårlig forfatning og med en negativ egenkapital på 120.000 kroner pr. 31. december 2005, hvilket skal ses i forhold til et totalt indtægtsgrundlag for budgettet på 400.000 kroner, havnede klubben i 2006 samtidig under administration og "[eksisterede] [kun] på bankens nåde". Underskuddet satte grænser for de økonomiske rammer for førsteholdet, som primært udgjordes af spillere hentet udefra. Bestyrelsen argumenterede med, at førsteholdets spillemæssige problemer bevirkede i mange karantæneramte førsteholdsspillere og havde en uhensigtsmæssig negativ afsmittende effekt på den øvrige del af klubben. De forrige bestyrelser havde "ikke formået at løfte den øvrige del af klubben op på samme høje niveau" og skabt en sammenhæng mellem elite-, ungdoms- og seniorafdelingerne og organisationen som helhed. I årene forinden var der ikke sket en naturlig tilgang af reserveholds- og ungdomsspillere til førsteholdet og spillere, som ikke havde haft deres opvækst i klubben, var blevet prioriteret. Dette førte resultatmæssigt til "alvorlige problemer", da en større spillerafgang fandt sted i sæsonen i Sjællandsserien og den daværende organisation omkring førsteholdet forsvandt. I løbet af de efterfølgende to år lykkedes det dog på ny for klubben at skabe en sund økonomi og generere overskud.
Efter afslutningen på 2006-sæsonen meddelte SBU, at klubbens nye førstehold med en tredjeplads i serie 5 havde sikret sig deltagelse i serie 4 i den kommende sæson og i forårssæsonen 2009 fulgte den næste oprykning til den sjællandske serie 3, da man endte på en samlet 2. plads i oprykningsspillet til serie 3 under ledelse af trænerparret Finn Rasmussen og Lasse Andersen. Senere samme år blev der indgået en aftale med den tidligere divisionsspiller, Kenneth Fuhr Pedersen, der trådte til som cheftræner for førsteholdet i den sjællandske serie 5 med Lasse Andersen som sin assistenttræner med virkning fra den 1. januar 2010. Et nyt trænerteam, bestående af cheftræner Rene Bruun Kristiansen og hjælpetræner Jeff Holden, overtog træningen af 1. seniorholdet fra sommeren 2011.

## Klubbens logo og spilledragt
Klublogoet har i dets nuværende udformning været uforandret siden efterkrigsårene og udgøres af et syv-sidet skjold indeholdende klubbens initialer "MB" i form af et monogram som det centrale element og er holdt i klubfarverne rød (skjold) og hvid (initialer og skjold). Det centrale monogram blev taget i brug kort tid efter klubbens grundlæggelse i mellemkrigstiden. Monogrammet omgivet af et fire-siders skjold kan ses på et billede af gymnaster fra Maaløv Boldklub fotograferet i 1940. I perioder har fodboldklubbens initialer optrådt i rød eller sort skrift på højre bryst af 1. seniorholdets spilledragter uden at det omkringliggende skjold har været medtaget.
Frem til omkring 1949 bestod den primære spilledragt af hvide trøjer sorte bukser og sorte sokker med hvide striber, før man i 1950 tog klubfarverne i brug. I efterkrigstiden har Måløv Boldklubs spilledragter til turneringskampe på hjemmebane fortrinsvist været holdt i en kombination af de to officielle klubfarver samt sort, hvorimod udebanedragterne igennem årene har haft meget forskellig udformning, design og benyttet sig af et bredt spektrum af farver.
| 1942–1949                                                                       | 1950–1954 | 1964–1965 | 1980 | 2002 | 2003 | 2004 | 2010–2011 |
| 1. seniorholdets spilledragter til turneringskampe på hjemmebane igennem årene. |           |           |      |      |      |      |           |

| 2003                                                     | 2010–2011 | 2011–2012 |
| Et udsnit af førsteholdets dragter til opgør på udebane. |           |           |

## Formænd igennem tiden
Nedenstående liste viser de formænd, der har været siden klubbens stiftelse.
| Periode   | Formand           |
| --------- | ----------------- |
| 1935–1936 | Peter Christensen |
| 1936–1938 | S. Aa. Burchardt  |
| 1938–1939 | Willy Hansen      |
| 1939–1939 | Henry Larsen      |
| 1939–1940 | Jens Seierøe      |
| 1940–1940 | Tonny Nielsen     |
| 1940–1941 | Chr. Petersen     |
| 1941–1942 | Willy Hansen      |
| 1942–1943 | Niels Seierøe     |
| 1943–1944 | Peter Christensen |

| Periode   | Formand            |
| --------- | ------------------ |
| 1944–1945 | Erling Juul-Hansen |
| 1945–1946 | Chr. Petersen      |
| 1946–1947 | Knud Jørgensen     |
| 1947–1948 | N. C. Magnussen    |
| 1948–1949 | Erik Kempf         |
| 1949–1950 | Preben Johansson   |
| 1950–1953 | Hans Nielsen       |
| 1953–1954 | Hans Tullberg      |
| 1954–1956 | Ib Andersen        |
| 1956–1964 | Gustav A. Blomberg |

| Periode   | Formand          |
| --------- | ---------------- |
| 1964–1967 | Niels Sørensen   |
| 1967–1968 | Benny Andersen   |
| 1968–1970 | Bent Bendtsen    |
| 1970–1972 | Ib Christensen   |
| 1972–1974 | Rainer Hansen    |
| 1974–1975 | Knud Christensen |
| 1975–1976 | Hans Theisen     |
| 1976–1977 | Steen Hansen     |
| 1977–1979 | Ole Grauballe    |
| 1979–1983 | René Vegeberg    |

| Periode   | Formand          |
| --------- | ---------------- |
| 1983–1991 | Bent H. Larsen   |
| 1991–1995 | Jan F. Larsen    |
| 1995–2003 | Elmer B. Nielsen |
| 2003–2004 | Kay Bertelsen    |
| 2004–2006 | Bent H. Larsen   |
| 2006–2007 | John Madsen      |
| 2007–2009 | Martin Grauballe |
| 2009–     | Brian Rasmussen  |

### Hædersbevisninger
| År   | Årets Træner                  | Årets Leder                     | Årets MB'er         |
| ---- | ----------------------------- | ------------------------------- | ------------------- |
| 2024 | U 13-teamet                   | Jesper Gade                     | Elsebeth Kyndlev    |
| 2023 | Martin Schack                 | Dorthe Albrecht                 | Karina Larsen       |
| 2022 | Mette Klintskov               | Freddy Rytter Christensen       | Tommy Marot Godsk   |
| 2021 | Thomas Bortfeldt              | Anne Damgaard & Lizette Lehmann | Martin Hassing      |
| 2020 | Jeff Holden                   | Stine Hassing                   | Niels Varming       |
| 2019 | Jimi Nielsen & Martin Engberg | Nicoline Lynn                   | Christian Jørgensen |
| 2018 | Kristian Dalhof               | Nicoline Lynn                   | Flemming Grauballe  |
| 2017 | Verner Bager                  | Erik Jørgensen                  | Christina Holst     |
| 2016 | U15-teamet (2002)             | Elsebeth Kyndlev                | Henrik Mazin-Lange  |
| 2015 | Casper Roland                 | Jacob Kofoed                    | Martin Grauballe    |
| 2014 | Allan Danielsen               | Brian Rasmussen                 | Martin S. Eriksen   |

### Trænerstaben for 1. herresenior
Den kronologiske oversigt inkluderer alle pokal- og seriekampe på 1. seniorplan.
Statistik: Antal kampe (vundne, uafgjorte og tabte) og mål for/imod, Gs.pts: Gennemsnitligt antal points pr. kamp (efter 3 point systemet)
| Startdato      | Slutdato          | Cheftræner(e)          | Assistent(er)                | Kampstatistik | Kampstatistik | Gs.pts. | Kilde(r)                    |
| -------------- | ----------------- | ---------------------- | ---------------------------- | ------------- | ------------- | ------- | --------------------------- |
| 1978           | 1978              | Ebbe Johansen          | Erik Jensen                  | —             | —             | —       | [ 4 ]                       |
| 1981           | 19??              | Finn Suhr Jensen       | —                            | —             | —             | —       | [ 4 ]                       |
| 198?           | 19??              | Christian Schlütter    | —                            | —             | —             | —       | [ 17 ]                      |
| 1997           | 31. december 2000 | Pierre Larsen          | —                            | —             | —             | —       | [ 27 ] [ 25 ] [ 45 ] [ 37 ] |
| 1. januar 2001 | 2003              | Henrik "Imre" Jensen   | —                            | —             | —             | —       | [ 45 ] [ 37 ] [ 71 ]        |
| 1. januar 2004 | 200?              | Lars Ole Carstensen    | Bo Holden (fysisk træner)    | —             | —             | —       | [ 72 ]                      |
| 200?           | 2006              | Tommy Briting          | —                            | —             | —             | —       | [ 56 ]                      |
| 2007?          | 2008              | Kingo Jensen           | —                            | —             | —             | —       | [ 75 ]                      |
| 1. januar 2009 | 31. december 2009 | Finn Rasmussen         | Lasse Andersen               | —             | —             | —       | [ 65 ] [ 67 ] [ 66 ]        |
| 1. januar 2010 | sommer 2011       | Kenneth Fuhr Pedersen  | Lasse Andersen               | —             | —             | —       | [ 67 ]                      |
| sommer 2011    | sommer 2014       | Rene Bruun Kristiansen | Jeff Holden/Anders Helmer    | —             | —             | —       | [ 68 ]                      |
| sommer 2014    | 31. december 2016 | Kim Wiborg             | Anders Helmer                | —             | —             | —       | [ 76 ]                      |
| 1. januar 2017 | 31. december 2017 | Serhat Göncü           | Claus Helmer/Thomas Andersen | —             | —             | —       | [ 77 ]                      |
| 3. januar 2018 | 31. december 2018 | Tommy Eibye            | Thomas Andersen              | —             | —             | —       | [ 78 ]                      |
| 1. januar 2019 | 1. juli 2021      | Claus Helmer           | Klaus Hulkvist               |               |               |         |                             |
| 1. august 2021 | 30. juni 2022     | Klaus Hulkvist         | Henning Nielsen              |               |               |         |                             |
| 1. juli 2022   | 30. juni 2023     | Jeff Holden            | Claus Helmer                 |               |               |         |                             |
| 1 juli 2023    | 30. juni 2024     | Jeff Holden            | Casper Kyhl                  |               |               |         |                             |
| 1 juli 2024    | Nu                | Jeff Holden            | Brian Lindegaard             |               |               |         |                             |

## Klubbens 1. seniorresultater

### Danmarksturneringen i fodbold og serier
Niv: Rækkens niveau i den pågældende sæson, Nr: Slutplacering, Tilskuere: Tilskuergennemsnit på både ude- og hjemmebane.
De lokale serier refererer alle til rækker under Sjællands Boldspil-Union (SBU)/DBU Sjælland.
| Sæson        | Niv.             | Liga                                    | Nr.                            | Statistik                      | Statistik                      | Topscorer                      | Tilskuere                      |
| ------------ | ---------------- | --------------------------------------- | ------------------------------ | ------------------------------ | ------------------------------ | ------------------------------ | ------------------------------ |
| 1935–1937    | Ikke tilgængelig | Ikke tilgængelig                        | Ikke tilgængelig               | Ikke tilgængelig               | Ikke tilgængelig               | Ikke tilgængelig               | Ikke tilgængelig               |
| 1938 forår   | 7                | SBU B-rækken, kreds ?                   | 01. (af —)                     | 7 kampe                        | —                              | —                              | —                              |
| 1938–1939    | 6                | SBU A-rækken, kreds ?                   | —                              | —                              | —                              | —                              | —                              |
| 1939–1940    | 6                | SBU A-rækken, kreds ?                   | —                              | —                              | —                              | —                              | —                              |
| 1940–1941    | —                | SBU A-rækken, kreds ?                   | —                              | —                              | —                              | —                              | —                              |
| 1941–1942    | —                | SBU A-rækken, kreds ?                   | —                              | —                              | —                              | —                              | —                              |
| 1942–1943    | —                | SBU A-rækken, kreds ?1943pot            | 01. (af —)                     | 12 kampe                       | —                              | —                              | —                              |
| 1943–1944    | —                | SBU A-rækken, kreds ?1944pot            | 01. (af —)                     | —                              | —                              | —                              | —                              |
| 1944–1945    | —                | SBU A-rækken, kreds ?                   | SBU's turneringer ikke spillet | SBU's turneringer ikke spillet | SBU's turneringer ikke spillet | SBU's turneringer ikke spillet | SBU's turneringer ikke spillet |
| 1945–1946    | —                | SBU A-rækken, kreds ?                   | —                              | —                              | —                              | —                              | —                              |
| 1946–1947    | —                | SBU A-rækken, kreds ?                   | 1. hold trukket                | 1. hold trukket                | 1. hold trukket                | 1. hold trukket                | 1. hold trukket                |
| 1947 efterår | —                | SBU B-rækken, kreds ?                   | —                              | —                              | —                              | —                              | —                              |
| 1948 forår   | —                | SBU B-rækken, kreds ?                   | —                              | —                              | —                              | —                              | —                              |
| 1948 efterår | —                | SBU B-rækken, kreds ?                   | —                              | —                              | —                              | —                              | —                              |
| 1949 forår   | —                | SBU B-rækken, kreds ?                   | —                              | —                              | —                              | —                              | —                              |
| 1949 efterår | —                | SBU B-rækken, kreds ?                   | —                              | —                              | —                              | —                              | —                              |
| 1950 forår   | —                | SBU B-rækken, kreds ?                   | —                              | —                              | —                              | —                              | —                              |
| 1950 efterår | —                | SBU B-rækken, kreds ?                   | —                              | —                              | —                              | —                              | —                              |
| 1951 forår   | —                | SBU B-rækken, kreds ?                   | —                              | —                              | —                              | —                              | —                              |
| 1951 efterår | —                | SBU B-rækken, kreds ?                   | —                              | —                              | —                              | —                              | —                              |
| 1952 forår   | —                | SBU B-rækken, kreds ?                   | —                              | —                              | —                              | —                              | —                              |
| 1952 efterår | —                | SBU B-rækken, kreds ?                   | —                              | —                              | —                              | —                              | —                              |
| 1953 forår   | —                | SBU B-rækken, kreds ?                   | —                              | —                              | —                              | —                              | —                              |
| 1953 efterår | —                | SBU B-rækken, kreds ?                   | —                              | —                              | —                              | —                              | —                              |
| 1954 forår   | —                | SBU B-rækken, kreds ?                   | —                              | —                              | —                              | —                              | —                              |
| 1954–1955    | —                | SBU A-rækken, kreds ?                   | —                              | —                              | —                              | —                              | —                              |
| 1955–1958    | Ikke tilgængelig | Ikke tilgængelig                        | Ikke tilgængelig               | Ikke tilgængelig               | Ikke tilgængelig               | Ikke tilgængelig               | Ikke tilgængelig               |
| 1959         | 9                | SBU Serie 4, kreds 20                   | 05. (af 12)                    | 22 kampe                       | —                              | —                              | —                              |
| 1960         | 9                | SBU Serie 4, kreds ?                    | —                              | —                              | —                              | —                              | —                              |
| 1961         | 9                | SBU Serie 4, kreds ?                    | —                              | —                              | —                              | —                              | —                              |
| 1962         | 9                | SBU Serie 4, kreds ?                    | —                              | —                              | —                              | —                              | —                              |
| 1963         | 9                | SBU Serie 4, kreds ?                    | —                              | —                              | —                              | —                              | —                              |
| 1964         | 9                | SBU Serie 4, kreds ?                    | —                              | —                              | —                              | —                              | —                              |
| 1965         | 9                | SBU Serie 4, kreds ?                    | —                              | —                              | —                              | —                              | —                              |
| 1966         | 9                | SBU Serie 4, kreds ?                    | —                              | —                              | —                              | —                              | —                              |
| 1967         | 9                | SBU Serie 4, kreds ?                    | —                              | —                              | —                              | —                              | —                              |
| 1968         | 9                | SBU Serie 4, kreds ?                    | —                              | —                              | —                              | —                              | —                              |
| 1969         | 10               | SBU Serie 5, kreds ?                    | —                              | —                              | —                              | —                              | —                              |
| 1970         | 10               | SBU Serie 5, kreds ?                    | —                              | —                              | —                              | —                              | —                              |
| 1971         | 9                | SBU Serie 4, kreds ?                    | —                              | —                              | —                              | —                              | —                              |
| 1972         | 9                | SBU Serie 4, kreds ?                    | —                              | —                              | —                              | —                              | —                              |
| 1973         | 10               | SBU Serie 5, kreds ?                    | —                              | —                              | —                              | —                              | —                              |
| 1974         | 10               | SBU Serie 5, kreds ?                    | —                              | —                              | —                              | —                              | —                              |
| 1975         | 9                | SBU Serie 4, kreds ?                    | —                              | —                              | —                              | —                              | —                              |
| 1976         | 9                | SBU Serie 4, kreds ?                    | —                              | —                              | —                              | —                              | —                              |
| 1977         | 10               | SBU Serie 5, kreds ?                    | —                              | —                              | —                              | —                              | —                              |
| 1978         | 9                | SBU Serie 5, kreds ?                    | —                              | —                              | —                              | —                              | —                              |
| 1979         | 9                | SBU Serie 4, kreds ?                    | —                              | —                              | —                              | —                              | —                              |
| 1980         | 8                | SBU Serie 3, kreds ?                    | —                              | —                              | —                              | —                              | —                              |
| 1981         | 8                | SBU Serie 3, kreds ?                    | —                              | —                              | —                              | —                              | —                              |
| 1982         | 8                | SBU Serie 3, kreds ?                    | —                              | —                              | —                              | —                              | —                              |
| 1983         | 8                | SBU Serie 3, kreds ?                    | —                              | —                              | —                              | —                              | —                              |
| 1984         | 8                | SBU Serie 3, kreds ?                    | —                              | —                              | —                              | —                              | —                              |
| 1985         | 8                | SBU Serie 3, kreds 2                    | — (af 12)                      | 22 kampe                       | —                              | —                              | —                              |
| 1986         | 8                | SBU Serie 3, kreds 3                    | — (af 12)                      | 22 kampe                       | —                              | —                              | —                              |
| 1987         | 8                | SBU Serie 3, kreds 2                    | — (af 12)                      | 22 kampe                       | —                              | —                              | —                              |
| 1988         | 8                | SBU Serie 3, kreds 2                    | 05. (af 12)                    | 22 kampe                       | 54-35                          | —                              | —                              |
| 1989         | 8                | SBU Serie 3, kreds 2S3opr               | 03. (af 12)                    | 22 kampe                       | 56-28                          | —                              | —                              |
| 1990         | 7                | SBU Serie 2, kreds 2S2opr               | 03. (af 12)                    | 22 kampe                       | 47-25                          | —                              | —                              |
| 1991         | 7                | SBU Serie 2, kreds 2                    | 05. (af 12)                    | 22 kampe                       | 48-38                          | —                              | —                              |
| 1992         | 7                | SBU Serie 2, kreds 2                    | 02. (af 12)                    | 22 kampe                       | 43-30                          | —                              | —                              |
| 1993         | 6                | SBU Serie 1, kreds 1S1opr               | 03. (af 12)                    | 22 kampe                       | 51-27                          | —                              | —                              |
| 1994         | 5                | Sjællandsserien                         | 06. (af 14)                    | 26-12-4-10                     | 62-58                          | —                              | —                              |
| 1995         | 5                | Sjællandsserien                         | 05. (af 14)                    | 26-12-6-8                      | 45-39                          | —                              | —                              |
| 1996         | 5                | SjællandsserienSSopr                    | 03. (af 14)                    | 26-12-11-3                     | 57-32                          | —                              | —                              |
| 1997         | 4                | Danmarksserien, pulje 1                 | 13. (af 14)                    | 26-6-1-19                      | 41-56                          | —                              | —                              |
| 1998         | 5                | Danmarksserien, pulje 2                 | 08. (af 14)                    | 26-11-4-11                     | 42-47                          | Steen Simonsen, 11 mål         | —                              |
| 1999         | 5                | Danmarksserien, pulje 1                 | 08. (af 14)                    | 26-10-4-12                     | 54-50                          | Rasmus Schiellerup, 19 mål     | —                              |
| 2000 forår   | 5                | Danmarksserien, pulje 2                 | 10. (af 14)                    | 13-4-3-6                       | 21-27                          | Nikolai Jørly, 7 mål           | —                              |
| 2000–2001    | 4                | Danmarksserien, pulje 2                 | 14. (af 16)                    | 30-8-6-16                      | 46-61                          | Steen Simonsen, 12 mål         | —                              |
| 2001 efterår | 5                | Kvalifikationsrækken, pulje 2           | 04. (af 08)                    | 14-5-6-3                       | 26-23                          | —                              | —                              |
| 2002 forår   | 5                | Kvalifikationsrækken, pulje 1           | 06. (af 08)                    | 14-3-5-6                       | 23-32                          | —                              | —                              |
| 2002 efterår | 5                | Kvalifikationsrækken, pulje 1           | 03. (af 08)                    | 14-6-4-4                       | 27-21                          | —                              | —                              |
| 2003 forår   | 5                | Kvalifikationsrækken, pulje 1           | 06. (af 08)                    | 14-6-1-7                       | 25-25                          | —                              | —                              |
| 2003 efterår | 5                | Kvalifikationsrækken, pulje 1           | 04. (af 08)                    | 14-7-1-6                       | 42-34                          | —                              | —                              |
| 2004 forår   | 5                | Kvalifikationsrækken, pulje 2           | 03. (af 08)                    | 14-7-1-6                       | 31-27                          | —                              | —                              |
| 2004–2005    | 4                | Danmarksserien, pulje 2                 | 15. (af 15)                    | 28-1-1-26                      | 21-145                         | —                              | —                              |
| 2005 efterår | 5                | Kvalifikationsrækken, pulje 1           | 08. (af 08)                    | 14-0-2-12                      | 11-80                          | Steen Simonsen, 4 mål          | —                              |
| 2006         | 6                | Sjællandsserien                         | 1. hold trukket                | 1. hold trukket                | 1. hold trukket                | 1. hold trukket                | 1. hold trukket                |
| 2006         | 11               | SBU Serie 5, pulje 5                    | 03. (af 10)                    | 18-10-1-7                      | 60-39                          | —                              | —                              |
| 2007         | 10               | SBU Serie 4, pulje 8                    | 04. (af 12)                    | 22-14-1-7                      | 81-58                          | —                              | —                              |
| 2008 forår   | 10               | SBU Serie 4, pulje 3                    | 04. (af 12)                    | 11-7-0-4                       | 35-23                          | —                              | —                              |
| 2008 efterår | 9                | SBU Serie 4, pulje 5                    | 04. (af 11)                    | 10-6-0-4                       | 25-16                          | —                              | —                              |
| 2009 forår   | 9                | SBU Serie 4 A, pulje 2 (oprykningsspil) | 02. (af 12)                    | 11-8-2-1                       | 29-7                           | —                              | —                              |
| 2009–2010    | 8                | SBU Serie 3, pulje 3                    | 06. (af 12)                    | 22-10-3-9                      | 60-37                          | —                              | —                              |
| 2010–2011    | 8                | DBU Sjælland Serie 3, pulje 3           | 08. (af 12)                    | 22-8-5-9                       | 45-42                          | —                              | —                              |
| 2011–2012    | 8                | DBU Sjælland Serie 3, pulje 3           | 07. (af 12)                    | 22- 9-5-8                      | 51-43                          | —                              | —                              |
| 2012–2013    | 8                | DBU Sjælland Serie 3, pulje 3           | 04. (af 11)                    | 20-9-6-5                       | 48-28                          | —                              | —                              |
| 2013–2014    | 8                | DBU Sjælland Serie 3, pulje 3           | 04. (af 14)                    | 26-15-5-6                      | 69-40                          | Kim Finch Andersen             | —                              |
| 2014–2015    | 8                | DBU Sjælland Serie 3, pulje 3           | —                              | —                              | —                              | —                              | —                              |

1943pot: Taber taber i puljeoprykningsturneringen: 1. runde (1-2) mod Jyllinge, 2. runde (1-1) mod Taastrup, 3. runde (4-2) mod St. Hedinge, 4. runde (3-4) mod Roskilde Boldklub af 1906.

1944pot: Taber taber i puljeoprykningsturneringen: Sejr mod Brøndbyøster Idrætsforening (8-4) og Frederikssund Idræts Klub (9-2), nederlag mod Roskilde Boldklub af 1906 (1-4).

S3opr: Samlet vinder af to kvalifikationskampe: 1. runde (hjemme 3-2) mod Dalby K (3. plads i Serie 3, kreds 5) og 2. runde (ude 0-1) mod Ejby IF 68 (3. plads i Serie 3, kreds 4) om to ekstra oprykningspladser til Serie 2 1990 (SBU).

S2opr: Samlet taber (ude 2-1) af en kvalifikationskamp (semifinale) mod Mørkøv IF Fodbold (3. plads i Serie 2, kreds 3) om ekstra oprykningsplads til Serie 1 1991 (SBU).

S1opr: Samlet vinder (total 3-0; hjemme 2-0; ude 0-1) af to kvalifikationskampe mod Lellinge IF Fodbold (4. plads i Serie 1, kreds 2) om ekstra oprykningsplads til Sjællandsserien 1994.

SSopr: Samlet vinder (total 2-0; ude 0-2; hjemme 0-0) af to kvalifikationskampe mod Assens FC (2. plads i Fynsserien) om oprykning til Danmarksserien 1997

### DBUs Landspokalturnering for herrer
Lokale r. refererer til de indledende kvalifikationsrunder administreret af lokalunionerne forud for DBU's hovedturnering.
Farverne indikerer ingen deltagelse i pågældende runde (hvid), rundekamp spillet (sølv) og sidste runde kamp spillet (bronze).
| Sæson     | Vinder                      | Finale                      | Semif.                      | Kvartf.                     | 5. runde                    | 4. runde                    | 3. runde                    | 2. runde                    | 1. runde                    | Lokale r.                   |
| --------- | --------------------------- | --------------------------- | --------------------------- | --------------------------- | --------------------------- | --------------------------- | --------------------------- | --------------------------- | --------------------------- | --------------------------- |
| 1954–1994 | Ingen deltagelse i DBU regi | Ingen deltagelse i DBU regi | Ingen deltagelse i DBU regi | Ingen deltagelse i DBU regi | Ingen deltagelse i DBU regi | Ingen deltagelse i DBU regi | Ingen deltagelse i DBU regi | Ingen deltagelse i DBU regi | Ingen deltagelse i DBU regi | Ingen deltagelse i DBU regi |
| 1995–1996 |                             |                             |                             |                             |                             |                             |                             | FIK                         | BKD                         | [ 26 ]                      |
| 1996–1997 |                             |                             |                             |                             |                             |                             |                             |                             |                             |                             |
| 1997–1998 |                             |                             |                             |                             |                             |                             |                             |                             |                             |                             |
| 1998–1999 |                             |                             |                             |                             |                             |                             |                             |                             |                             |                             |
| 1999–2000 |                             |                             |                             |                             |                             | BKFA                        | HBI                         | VIF                         | GVI                         | [ 8 ]                       |
| 2000–2001 |                             |                             |                             |                             |                             |                             |                             |                             | AIF                         | [ 121 ]                     |
| 2001–2002 |                             |                             |                             |                             |                             |                             |                             |                             | KFUM                        | [ 123 ]                     |
| 2002–2011 | Ingen deltagelse i DBU regi | Ingen deltagelse i DBU regi | Ingen deltagelse i DBU regi | Ingen deltagelse i DBU regi | Ingen deltagelse i DBU regi | Ingen deltagelse i DBU regi | Ingen deltagelse i DBU regi | Ingen deltagelse i DBU regi | Ingen deltagelse i DBU regi | Ingen deltagelse i DBU regi |

## Ekstern henvisning
- Wikimedia Commons har flere filer relateret til Måløv Boldklub
- Måløv Boldklubs officielle hjemmeside

55°45′1.22″N 12°19′26.66″Ø / 55.7503389°N 12.3240722°Ø